# 10253 Вестервальд
10253 Вестервальд (10253 Westerwald) — астероїд головного поясу, відкритий 29 вересня 1973 року.
Тіссеранів параметр щодо Юпітера — 3,579.

## Місія ОАЕ до поясу астероїдів
У травні 2023 року Космічне агентство Саудівської Аравії та Університет Колорадо в Боулдері оголосили про місію до поясу астероїдів, яку планують запустити у 2028 році. Космічний зонд має відвідати шість астероїдів головного поясу, один із яких є 10253 Вестервальд (інші — 623 Химера, 13294 Рококс, (88055) 2000 VA28, (23871) 1998 RC76 та (59980) 1999 SG6) і спробує здійснити посадку на 269 Юстиція.